# 오가타 사다코

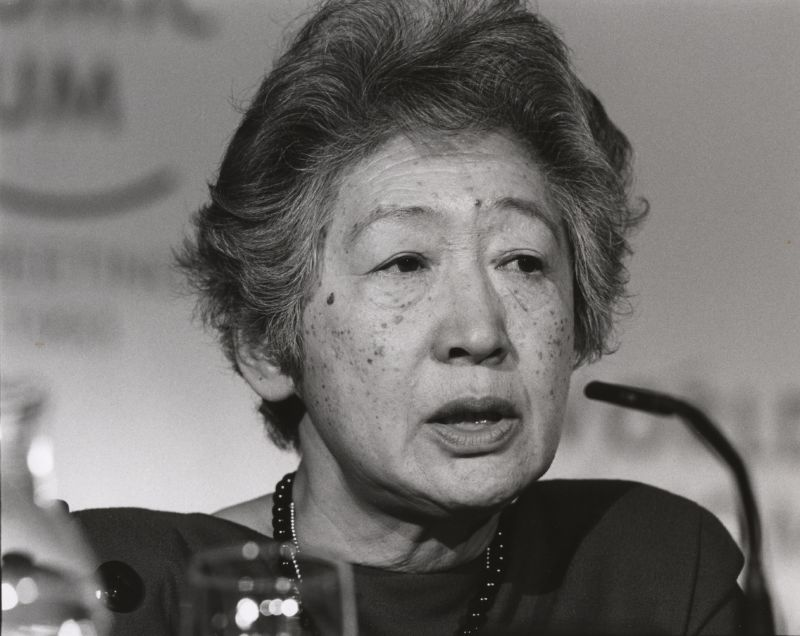
오가타 사다코

오가타 사다코(일본어: 緖方貞子, 1927년 9월 16일 ~ 2019년 10월 22일)는 일본의 국제정치학자이다. 캘리포니아 대학교 버클리에서 정치학박사학위를 취득했으며, 조치 대학의 명예교수였다. 유엔 난민고등판무관(1991년~2000년)이자 일본 국제협력기구 회장(2003년~2012년)을 역임하였다.

## 같이 보기
- 유엔 난민 기구
- 국내실향민
- 르완다 집단학살